# Sundance Film Festival/Publikumspreis – Bester Dokumentarfilm

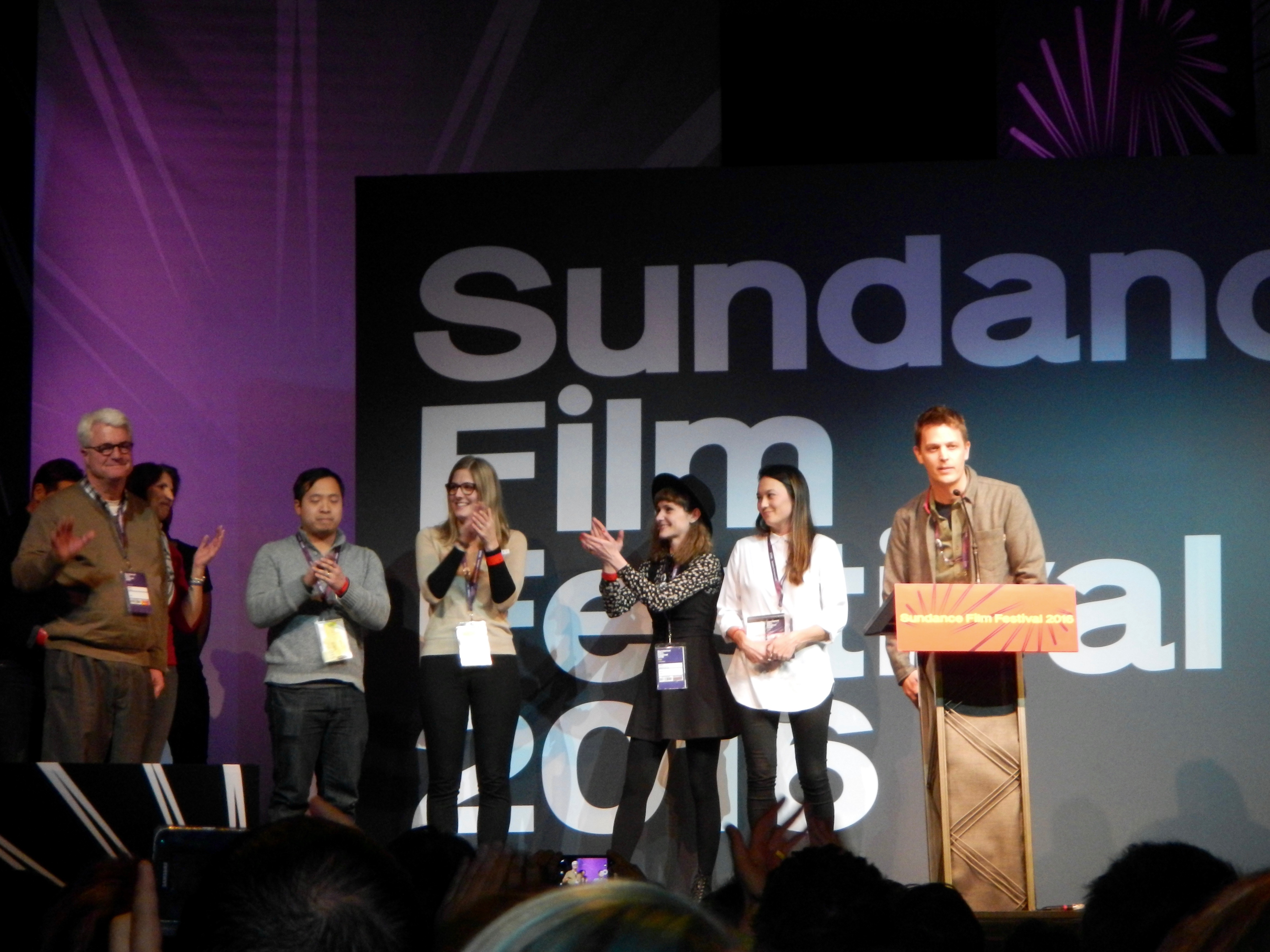
Preisträger 2016: Brian Oakes

Mit dem Publikumspreis (Audience Award: U.S. Documentary) wird beim jährlich veranstalteten Sundance Film Festival der beste US-amerikanische Dokumentarfilm (inklusive Koproduktionen) aus Sicht der Zuschauer prämiert.
Der Preis wird seit der sechsten Auflage des Filmfestivals im Jahr 1989 vergeben. Bisher fünfmal stimmte der Preisträger mit dem späteren Gewinner des Großen Preises der Jury überein.
| Jahr | Preisträger                                                | Deutscher Titel                                             | Regie                                |
| 1989 | For All Mankind*                                           | For All Mankind – Ein großer Schritt für die Menschheit     | Al Reinert                           |
| 1990 | Berkeley in the Sixties                                    | Berkeley in the Sixties – Die Geburt der 68er Bewegung      | Mark Kitchell                        |
| 1991 | American Dream*                                            | American Dream                                              | Barbara Kopple                       |
| 1992 | Brother’s Keeper                                           | Meines Bruders Hüter                                        | Joe Berlinger Bruce Sinofsky         |
| 1993 | Something Within Me                                        | nicht bekannt                                               | Emma Joan Morris                     |
| 1994 | Hoop Dreams                                                | Hoop Dreams                                                 | Steve James                          |
| 1995 | Ballot Measure 9                                           | nicht bekannt                                               | Heather MacDonald                    |
| 1995 | Unzipped                                                   | Unzipped                                                    | Douglas Keeve                        |
| 1996 | The American Experience* / Troublesome Creek: A Midwestern | Troublesome Creek – Ein Western der anderen Art             | Jeanne Jordan Steven Ascher          |
| 1997 | Paul Monette: The Brink of Summer’s End                    | nicht bekannt                                               | Monte Bramer                         |
| 1998 | Out of the Past                                            | nicht bekannt                                               | Jeff Dupre                           |
| 1999 | Genghis Blues                                              | Genghis Blues                                               | Roko Belic                           |
| 2000 | Dark Days                                                  | nicht bekannt                                               | Marc Singer                          |
| 2001 | Dogtown and Z-Boys                                         | Dogtown and Z-Boys                                          | Stacy Peralta                        |
| 2001 | Scout’s Honor                                              | nicht bekannt                                               | Tom Shepard                          |
| 2002 | AMANDLA! a revolution in four part harmony                 | nicht bekannt                                               | Lee Hirsch                           |
| 2003 | My Flesh and Blood                                         | nicht bekannt                                               | Jonathan Karsh                       |
| 2004 | Born Into Brothels                                         | Im Bordell geboren – Kinder im Rotlichtviertel von Kalkutta | Ross Kauffman Zana Briski            |
| 2005 | Murderball                                                 | Murderball                                                  | Dana Adam Shapiro Henry Alex Rubin   |
| 2006 | God Grew Tired of Us*                                      | nicht bekannt                                               | Christopher Quinn                    |
| 2007 | Hear and Now                                               | nicht bekannt                                               | Irene Taylor Brodsky                 |
| 2008 | Fields of Fuel                                             | nicht bekannt                                               | Josh Tickell                         |
| 2009 | The Cove                                                   | Die Bucht                                                   | Louie Psihoyos                       |
| 2010 | Waiting for Superman                                       | nicht bekannt                                               | Davis Guggenheim                     |
| 2011 | Buck                                                       | Buck – Der wahre Pferdeflüsterer                            | Cindy Meehl                          |
| 2012 | The Invisible War                                          | The Invisible War                                           | Kirby Dick                           |
| 2013 | Blood Brother*                                             | nicht bekannt                                               | Steve Hoover                         |
| 2014 | Alive Inside: A Story of Music & Memory                    | nicht bekannt                                               | Michael Rossato-Bennett              |
| 2015 | Meru                                                       | nicht bekannt                                               | Jimmy Chin Elizabeth Chai Vasarhelyi |
| 2016 | Jim: The James Foley Story                                 | Jim Foley – Realität des Terrors                            | Brian Oakes                          |
| 2017 | Chasing Coral                                              | nicht bekannt                                               | Jeff Orlowski                        |

* = Filmproduktionen, die in Sundance auch den Großen Preis der Jury gewannen